# 葉維義
葉維義，JP（1959年2月14日—），祖籍浙江寧波鎮海庄市。工業家葉謀遵之子、葉梁美蘭為其妻、惠理集團、亞皆老街管理有限公司創辦人之一。曾任香港行政會議成員，新昌營造集團執行主席，金威啤酒、信德集團、香港中旅獨立非執行董事。
葉維義畢業於拔萃男書院（1975年中五）、威廉姆斯學院和哥倫比亞大學法律學院。曾擔任香港聯合交易所理事會成員、上市委員會委員及其衍生工具市場諮詢小組委員、亦曾為中國證券監督管理委員；現任證券及期貨事務監察委員會下屬收購及合併委員會、收購上訴委員會的委員，以及強制性公積金計劃諮詢委員會委員。

## 名下馬匹
他是香港賽馬會的會員，名下馬匹包括魔鬼教練、快啲啲、咇咇、納帕和納帕二號。

## 外部連結
- 謝清海遇上葉維義創立惠理[永久]
- 葉維義 蔡東豪譽「金錢之王」 （页面存档备份，存于）